# Decoblock
Der Decoblock ist eine Konstruktion, die speziell zum Aufhängen von Kunstdrucken entwickelt wurde. Sie wird verwendet, um Kunstdrucke (und auch Poster) aus Papier rahmenlos aufhängen zu können. Da es nicht unkompliziert ist, Bilder ohne Rahmen an die Wand zu bringen, wird bei Gemälden ein Keilrahmen verwendet. Hierbei wird die Leinwand über den Rahmen gespannt, so dass eine innere Rahmenkonstruktion entsteht. Bei Kunstdrucken aus Papier ist ein Aufspannen jedoch verständlicherweise nicht möglich.
Dementsprechend ist die Funktionsweise des Decoblocks der des Keilrahmens nachempfunden, unterscheidet sich aber in einigen entscheidenden Punkten. Denn während auf den Keilrahmen eine Leinwand gespannt wird, um sie anschließend bemalen und bei Bedarf neu spannen zu können, wird ein Kunstdruck auf den Decoblock kaschiert und anschließend laminiert. Ein Vorteil des Decoblocks gegenüber dem Keilrahmen ergibt sich durch diese Herstellungsweise automatisch: Der Kunstdruck bleibt im Gegensatz zu einer Leinwand unverändert glatt, wirft keine Falten und hängt nicht durch.

## Herstellung
Ein Decoblock besteht letztlich aus zwei Hauptbestandteilen: Rahmenstruktur und Fixierungsplatte. Beide Bestandteile bestehen in der Regel aus Holz. Durch die zweiteilige Bauart bedingt, wird die Rahmenstruktur direkt auf die spätere gewünschte Bildgröße angepasst und anschließend fest, d. h. nicht veränderbar, verankert. Danach wird die Fixierungsplatte eingespannt und befestigt.

## Bespannung/Fixierung und Versiegelung des Bildes
Auf den fertigen Decoblock wird nun ein Kunstdruck auf die Fixierungsplatte kaschiert. Im Anschluss wird der Druck durch ein Laminierungsverfahren versiegelt und oberflächenveredelt. Zuletzt kann der äußere Rand des Decoblocks noch lackiert, verziert oder bemalt werden, um das Bild auch optisch zu umfassen.